# Xanthorhoe cadra
Xanthorhoe cadra är en fjärilsart som beskrevs av Debauche 1937. Xanthorhoe cadra ingår i släktet Xanthorhoe och familjen mätare. Inga underarter finns listade i Catalogue of Life.